# キャンドルマス
キャンドルマス（Candlemass）は、スウェーデンのドゥームメタル・バンド。
同シーンの先駆者として知られ、その他のヘヴィメタルのサブジャンルにも強い影響を与えた。1度解散したが、1997年以降から再始動を果たしている。
2013年「スウェーデンで最も偉大なHR/HMバンド」に選出。

## 背景・略歴

### ドゥームメタル・バンド誕生（1984年 - 1994年）

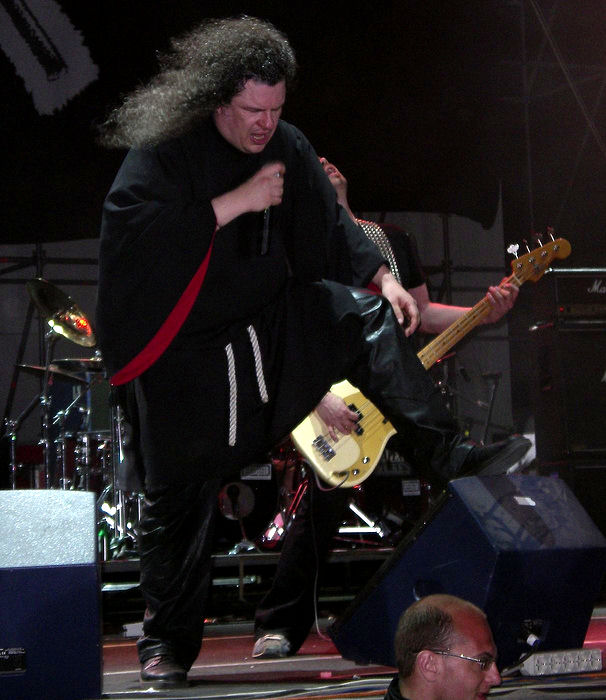
メサイア・マーコリン (Vo)

スウェーデンのHR/HMバンド「ネメシス」で活動していたヨハン・ランキスト (ボーカル)、レイフ・エドリング (ベース)が、同バンド解散後の1984年、マッツ・ビョークマン (ギター)、クラス・ベルグウォール (ギター)、マッズ・エクストローム (ドラム)とヘヴィメタル・バンド「キャンドルマス」を結成する。
1986年に『エピカス・ドゥーミカス・メタリカス』でアルバム・デビュー。翌年のセカンド・アルバムから早くもメンバー交代を実行し、強烈なインパクトを持つボーカリストのメサイア・マーコリン等が加入。1980年代にリリースしたアルバム群が高い評価を得たことから、ドゥーム・メタル系のパイオニアとして認知されるようになる。
マーコリン脱退後の1992年に、実力派シンガーのトーマス・ヴィクストロムが加入するも、中心メンバーであるエドリングが別プロジェクト立ち上げる要因も重なり、1994年にバンドは一旦解散する。

### 再始動 - 以降（1997年 - 現在）

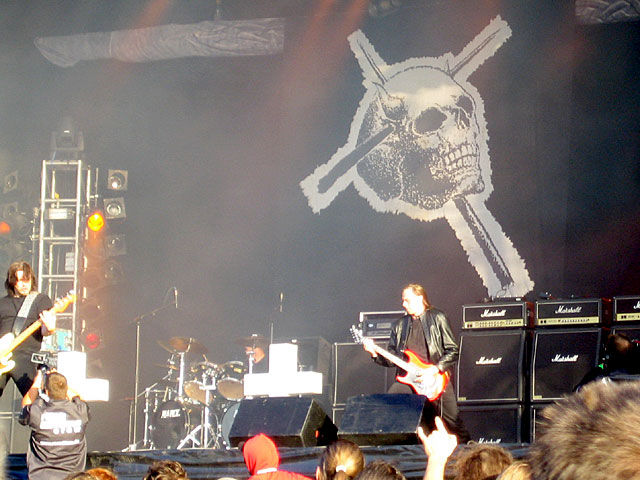
シンボルのドクロ十字 (2005年 ドイツ公演)

エドリングは、自身がスタートさせたプロジェクト「Abstrakt Algebra」が軌道に乗らないと感じ、1997年にアーチ・エネミーのマイケル・アモット (ギター)をはじめ、新たなメンバー編成でバンドを再興する。翌年、「Abstrakt Algebra」のマテリアルを使用したアルバム『暗黒への飛翔』を、キャンドルマス名義でリリース。
2002年には、かつて1980年代に於ける全盛期のラインナップを招集し、メモリアル的な活動を展開する。このメンバーでアルバム制作に着手するも、方向性の違いが浮き彫りになり活動は再び停止した。
冷却期間を置いてからの2004年11月、バンド活動を再開。前回に構想していたアルバムを完成させ、タイトルにバンド名を冠した『Candlemass』を翌年リリースする。結成20周年を迎え、地元でスウェーデン版グラミー賞を受賞。2013年には「スウェーデンで最も偉大なHR/HMバンド」に選出された。
その間、ボーカリストの変遷を経て、2012年にリリースした11thアルバム『葬送詩篇』が、最後のスタジオ・アルバムになると示唆していたが撤回。初代ボーカルのヨハン・ランキストが32年ぶりに復帰し、2019年に6年半ぶりの12thアルバム『ザ・ドア・トゥ・ドゥーム』をリリースする。

### 来日
- 2016年秋にHR/HMフェス「LOUD PARK 16」出演のため、初来日[5]。
- 2019年11月13日 東京：渋谷CLUB QUATTRO[6]
- 2019年11月14日 大阪：梅田CLUB QUATTRO
- 2024年1月25日 大阪：梅田CLUB QUATTRO[7]
- 2024年1月26日 東京：渋谷CLUB QUATTRO

## サウンド・スタイル
デビュー以来、ドゥームメタル/エピックメタルのスタイルを一貫している。
前身バンド・ネメシスからの雛形だったダウナーなサウンドが、デビュー・アルバム『エピカス・ドゥーミカス・メタリカス (Epicus Doomicus Metallicus)』以降で開花し、「Doomicus Metallicus」という綴りが後にジャンルとして形成する「ドゥームメタル (Doom Metal)」の由来となった。また、「Epicus」ともあるように「エピックメタル (Epic Metal)」的要素も取り入れている。後のメタル・シーンでは、これらを基にした「ストーナー・ドゥーム」「エピック・ドゥーム」「ゴシックメタル」など、様々なドゥーム・メタルの系譜へと細分化していった。

## メンバー
- ヨハン・ランキスト (Johan Längqvist) - ボーカル (1984年-1987年、2018年- )
- レイフ・エドリング (Leif Edling) - ベース (1984年- )
- マッツ・ビョークマン (Mats Björkman) - リズムギター (1984年-1994年、2002年- )
- ラーズ・ヨハンソン (Lars Johansson) - リードギター (1987年-1994年、2002年- )
- ヤン・リンドー (Jan Lindh) - ドラム (1987年-1994年、2002年- )

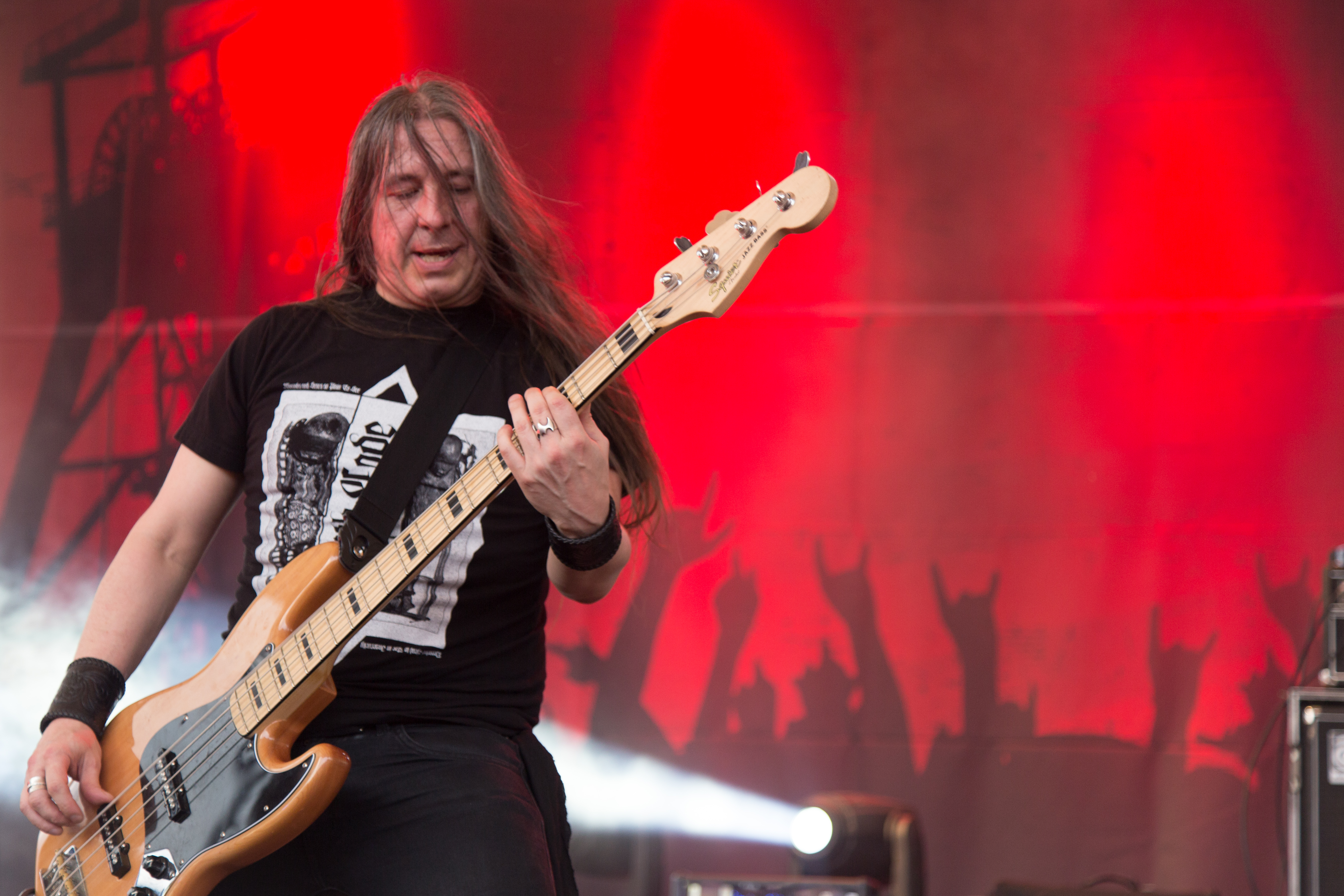
レイフ・エドリング (B) 2017年
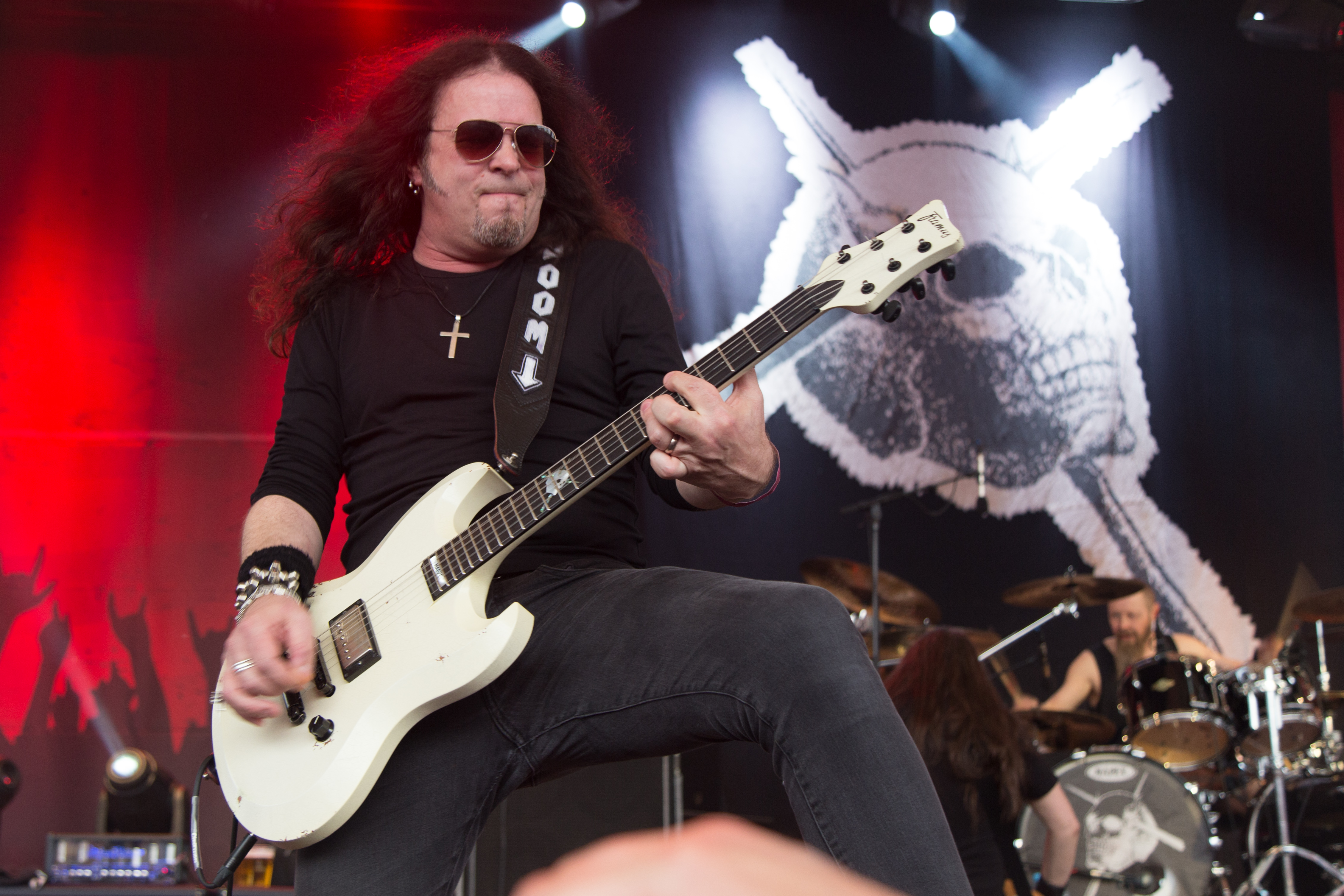
マッツ・ビョークマン (G) 2017年
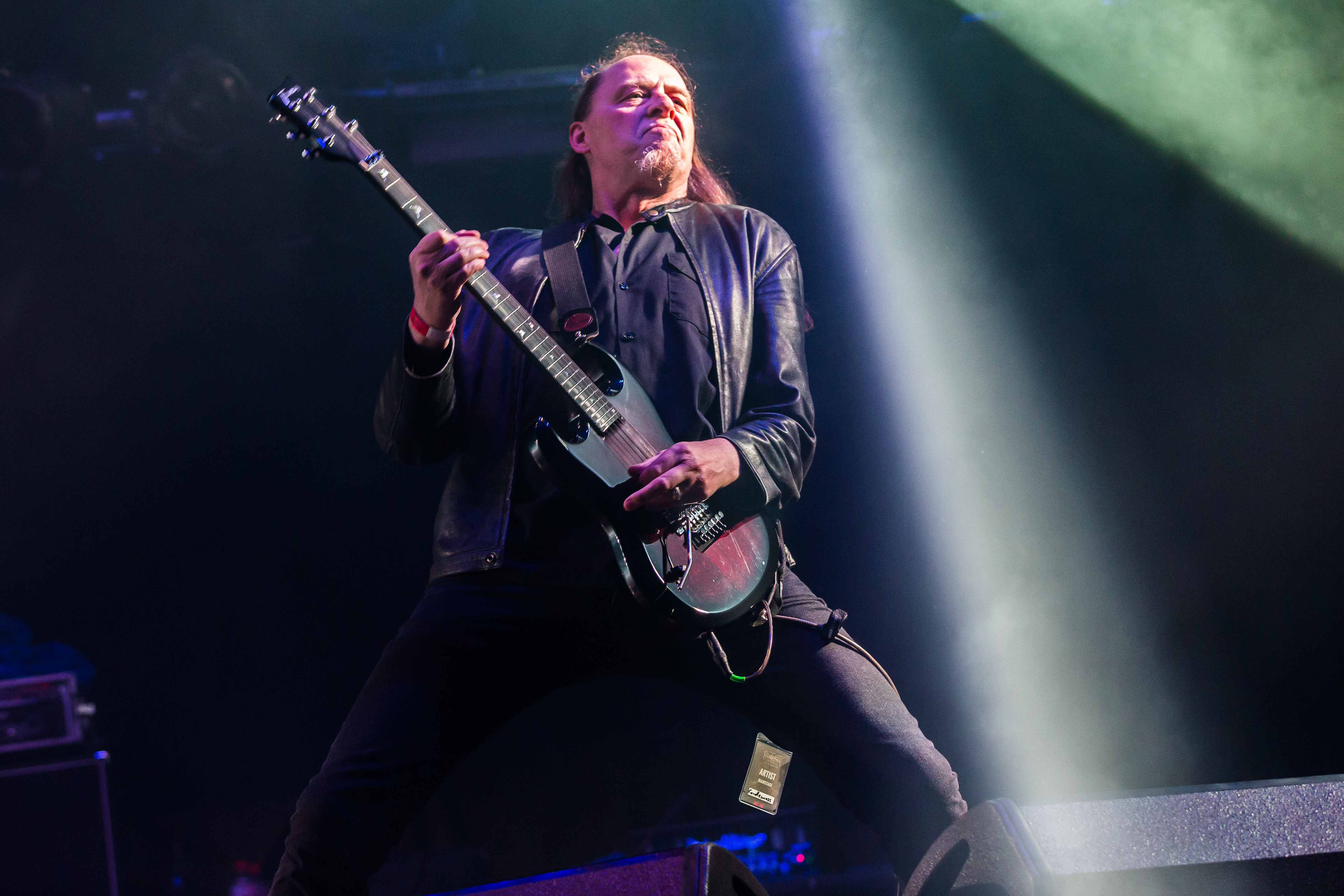
ラーズ・ヨハンソン (G) 2017年
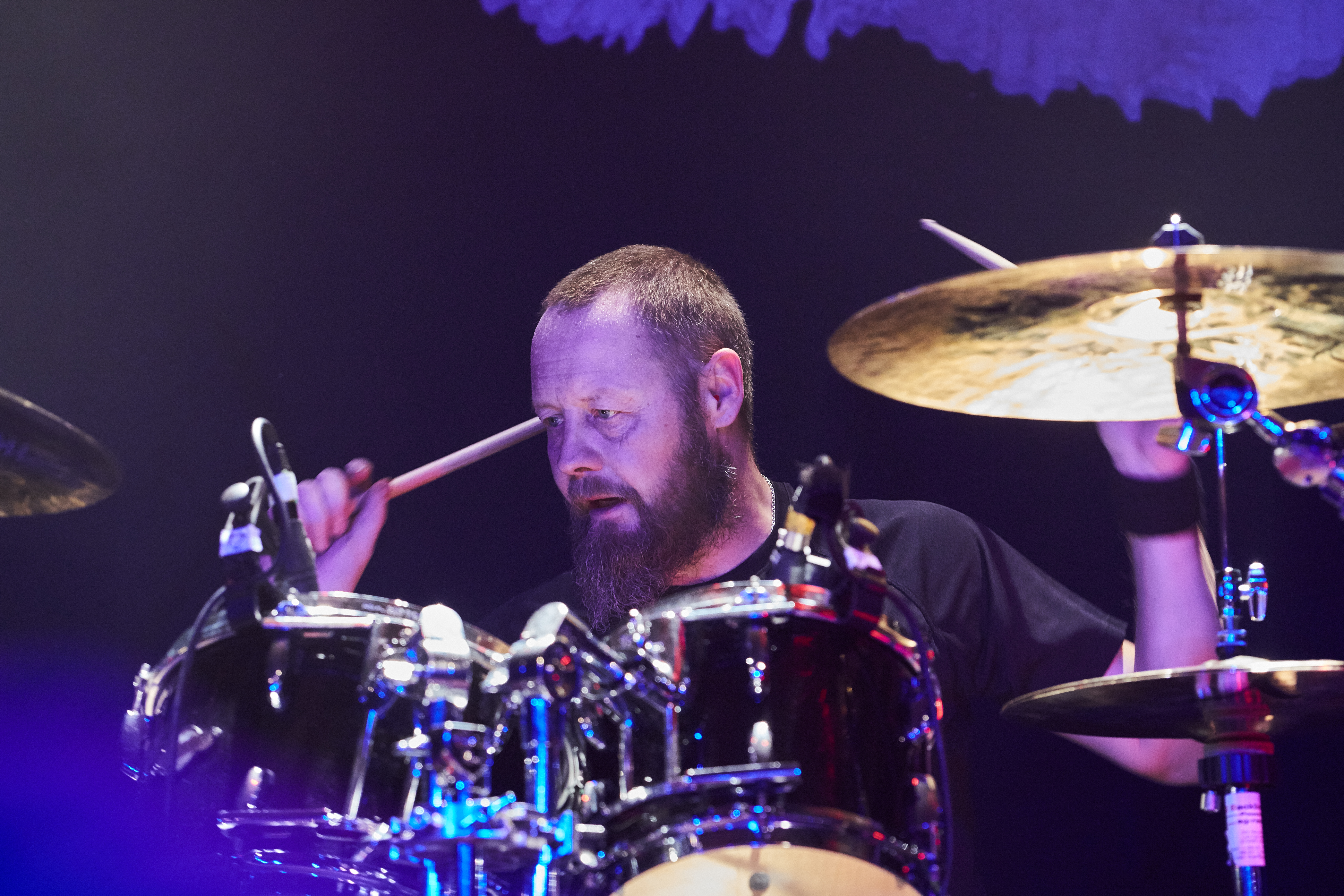
ヤン・リンドー (Ds) 2015年

### 旧メンバー
- クラス・ベルグウォール (Klas Bergwall) - リードギター (1984年-1987年)
- マッツ・エクストローム (Mats Ekström) - ドラム (1984年–1987年)
- メサイア・マーコリン (Messiah Marcolin) - ボーカル (1987年-1991年、2002年-2006年)
- トーマス・ヴィクストロム (Thomas Vikström) - ボーカル (1991年-1994年)
- カール・ウェストホルム (Carl Westholm) - キーボード (1997年-1999年)
- マイケル・アモット (Michael Amott) - リードギター (1997年-1999年)
- ビョルン・フロードヴィスト (Björn Flodkvist) - ボーカル (1997年-2002年)
- イーヨ・パーコヴィック (Jejo Perkovic) - ドラム (1997年-2002年)
- マッツ・スタール (Mats Ståhl) - リード/リズムギター (1999年-2002年)
- ロバート・ロウ (Robert Lowe) - ボーカル (2006年-2012年)
- マッツ・レヴィン (Mats Levén) - ボーカル (2012年-2018年)

## ディスコグラフィ

### スタジオ・アルバム
- 『エピカス・ドゥーミカス・メタリカス』 - Epicus Doomicus Metallicus (1986年)
- 『ナイトフォール』 - Nightfall (1987年)
- 『エインシャント・ドリームス〜太古の夢』 - Ancient Dreams (1988年)
- 『テイルズ・オブ・クリエイション〜創生神話』 - Tales of Creation (1989年)
- 『チャプターVI〜第六章』 - Chapter VI (1992年)
- 『暗黒への飛翔』 - Dactylis Glomerata (1998年)
- From the 13th Sun (1999年)
- Candlemass (2005年)
- King of the Grey Islands (2007年)
- 『デス・マジック・ドゥーム』 - Death Magic Doom (2009年)
- 『葬送詩篇』 - Psalms for the Dead (2012年)
- 『ザ・ドア・トゥ・ドゥーム』 - The Door to Doom (2019年)

### ライブ・アルバム
- 『ライヴ』 - Live (1990年) ※旧邦題『呪われた祭典 (ライヴ)』
- Doomed for Live – Reunion 2002 (2002年)
- No Sleep 'til Athens (2010年)
- Ashes to Ashes (2010年)
- 『ライヴ・アット・ロードバーン2011』 - Epicus Doomicus Metallicus - Live at Roadburn 2011 (2013年)

### コンピレーション・アルバム
- 『ベスト・オブ・キャンドルマス』 - The Best of Candlemass: As It Is, as It Was (1994年)
- Black Heart of Candlemass (2002年)
- Diamonds of Doom (2003年) (limited vinyl record)
- Essential Doom (2004年)
- Dactylis Glomerata & Abstrakt Algebra II (previously unreleased album) (2008年)
- Doomology (2010年) ※BOXセット
- Introducing (2013年) (career spanning album)
- Behind the Wall of Doom (2016年) [8]

### 映像作品
- Documents of Doom  (2002年)
- The Curse of Candlemass (2005年)
- Candlemass 20 Year Anniversary (2007年)
- Ashes to Ashes Live (2010年)

## 備考

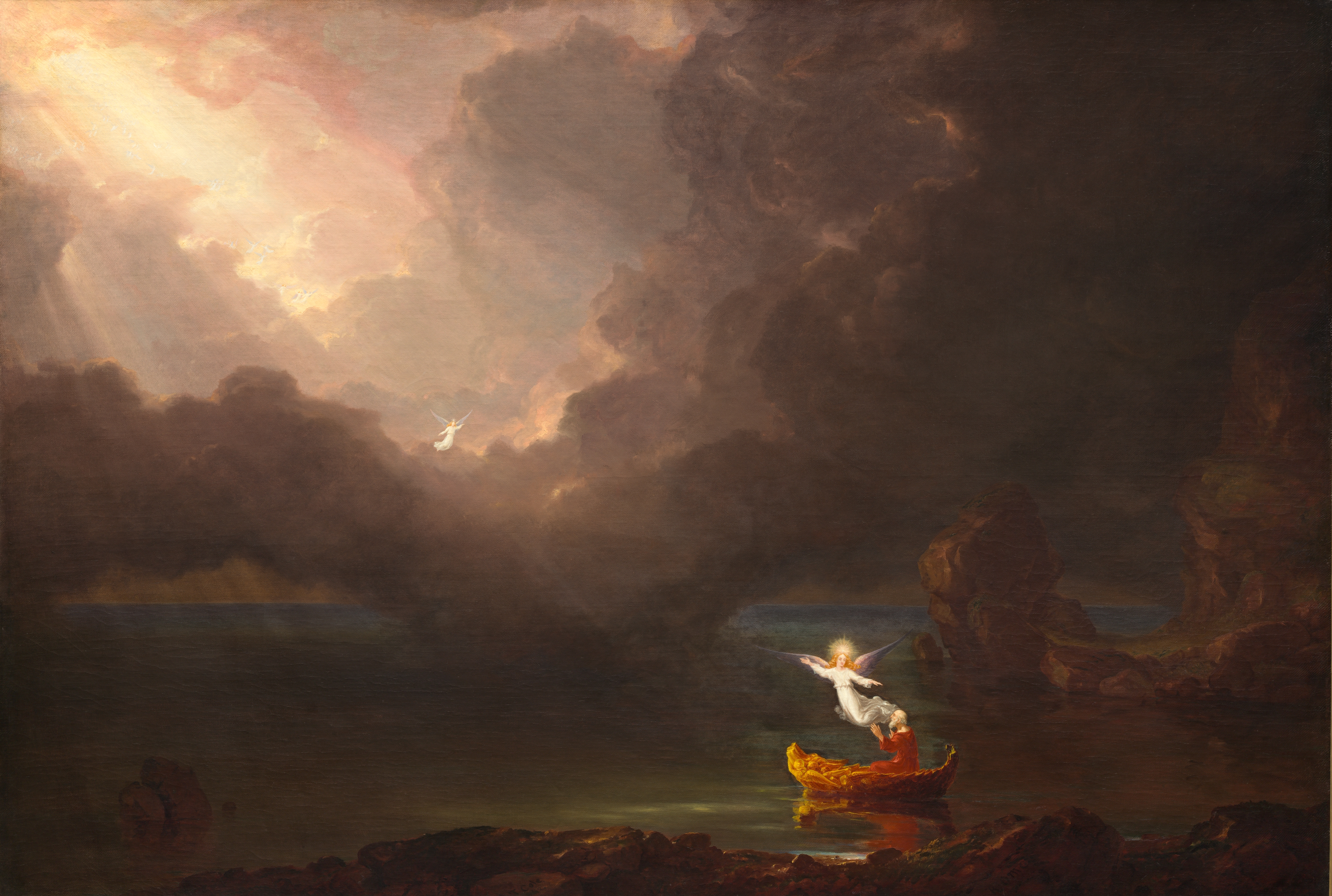
トマス・コール老年期 1842年

セカンド・アルバム『ナイトフォール』収録の楽曲「Bewitched」のプロモーション・ビデオには、後にノルウェーのブラックメタルバンド、メイヘムのボーカリストとして名を馳せる、ペル・イングヴェ・オリーン (Per Yngve Ohlin、ステージネームはデッド (Dead))が短時間であるが出演している。またアルバム・ジャケットにはハドソン・リヴァー派を代表する巨匠トマス・コールによる連作『人生の航路』の最終作品「老年期」が使われている。